# Paruroctonus simulatus
Espèce
Paruroctonus simulatus est une espèce de scorpions de la famille des Vaejovidae.

## Distribution
Cette espèce est endémique des États-Unis. Elle se rencontre au Nevada dans les comtés de Mineral et d'Esmeralda et en Californie dans le comté d'Inyo.

## Description
Le mâle holotype mesure 38,6 mm et la femelle paratype 41,6 mm. Les mâles mesurent de 32 à 40 mm et les femelles de 36 à 50 mm.

## Publication originale
- Haradon, 1985 : « New groups and species belonging to the nominate subgenus Paruroctonus (Scorpiones: Vaejovidae). » The Journal of Arachnology, vol. 13, no 1, p. 19-42 (texte intégral).